# Горби (Кременчуцький район)
Горби́ — село в Україні, у Градизькій селищній громаді Кременчуцького району Полтавської області. Населення становить 622 особи. Колишній центр Горбівської сільської ради.

## Географія
Село розташоване за 20 км від м. Глобине та 170 км від обласного центру — м. Полтава, на озері Крива руда у місці, з якого витікає річка Крива Руда. Уздовж озера на відстані 1 км розташовані села Сидори і Білоусівка, нижче за течією примикає село Гриньки.

## Історія
У 1932—1933 роках сіло Горби відносили до Горбівської сільської ради Харківської області.

У Національній книзі пам'яті жертв Голодомору 1932—1933 років в Україні вказано, що 136 мешканців села загинули від голоду.

Факт Голодомору пітверджують: Козик А. П., Посьмашна А. К., Шевченко Г. І.

З 136 померлих 74 проживали в селі Горби, встановлено 46 імен:

1. (?) Гнат. Померла також його дружина та 2 дітей.

2. Балоцьки, родина. Померли дід, баба та 2 дітей.

3. Білобаба Галина.

4. Білобаба Григорій.

5. Білобаба Марія.

6. Білобаба Федір.

7. Бурбига Тимофій. Померла також його дружина.

8. Вірьовка Григорій. Померла також його дружина та 2 дітей.

9. Гармаш Антон Петрович. Померла також його дружина та 2 дітей.

10. Гармаш Г. Померла також 3 його дорослих сина.

11. Гармаш Іван Іванович. Померло також 3 його дорослих дітей.

12. Гармаш Марія. Померла також її донька.

13. Гармаш Михайло Сергійович. Померла також його дружина та 3 дітей.

14. Гнида Кіра Андріївна, дитина.

15. Гупало Ліді Іванівна, 3 р.

16. Капуста Андрій Гнатович. Померла також його дружина та 3 дітей.

17. Капуста Володимир Гнатович. Померла також його дружина та 3 дітей.

18. Капуста М. Померла також його дружина та 3 дітей.

19. Капуста Олександр. Померла також 2 його дітей.

20. Кісіль Іван.

21. Кісіль Констянтин. Померла також його дружина та 3 дітей.

22. Козик Андрій Федосійович. Померла також його дружина.

23. Лучина Олександра. Помер також її брат.

24. Маяцький Григорій. Померла також його дружина.

25. Маяцькі, родина. Померло 4 дітей.

26. Маяцькі, родина. Помер голова родини та його дружина.

27. Нестеренки (по-вуличному, Чередники), родина. Померла дружина голови родини та 2 дітей.

28. Панчоха Ілля. Померла також його дружина.

29. Панчоха Юхім. Померла також його дружина.

30. Погорілий Левонтій. Померла також його дружина та 3 дітей.

31. Прокопівський Василь. Пом. також його дружина.

32. Середа Антон.

33. Середа Іван.

34. Середа Марія.

35. Середа П. Померла також його дружина та 2 дітей.

36. Сподін Андрій Прокопович. Померла також його мати та дружина.

37. Товченик А. Померла також його дружина та 3 дітей.

38. Товченик Григорій.

39. Товченик Григорій. Померла також його дружина та 2 дітей.

40. Товченик Степан. Померла також його дружина, дочка і син.

41. Товченик Степанида.

42. Товченик Уляна.

43. Халявка Зінаїда. Померли також 3 її дітей.

44. Шпак Архіп. Померла також його дружина та 3 дітей.

45. Щербина Григорій. Померла також його дружина і 5 дітей.

46. Щербина Петро. Померла також його дружина та 3 дітей.

Ще 27 імен віднесені до жителів Горбівської сільської ради:

1. Житенко Юхим Григорович.

2. Карась Володимир Якович.

3. Кулибаба Дмитро Тихонович.

4. Мальцева Ганна Данилівна.

5. Михайлик Андрій Арсентійович.

6. Михайлик Андрій Радіонович.

7. Михайлик Григорій Андрійович.

8. Михайлик Марія Андріївна.

9. Михайлик Марфа Василівна.

10. Михайлик Микита Іванович.

11. Михайлик Микола Андрійович.

12. Михайлик Олександр Миколайович.

13. Михайлик Олексій Арсентійович.

14. Михайлик Олексій Федорович.

15. Михайлик Олена Микитівна.

16. Михайлик Федір Іванович.

17. Михайлик Федір Павлович.

18. Різник Галина Іванівна.

19. Різник Іван Тимофійович.

20. Різник Павло Якимович.

21. Різник Тетяна Іванівна.

22. Ромащенко Дмитро Іванович.

23. Ромащенко Марія Іванівна.

24. Середа Денис Йосипович.

25. Середа Іван Йосипович.

26. Середа Марій Данилівна.

27. Середа Параска Федорівна.
У липні 2017 року в Горбах архієпископ Полтавський і Кременчуцький Федір здійснив освячення Свято-Михайлівського храму.

## Населення
Населення села на 1 січня 2011 року становить 622 чоловік.
- 2001 — 735
- 2011 — 622

### Мова
Розподіл населення за рідною мовою за даними перепису 2001 року:
| Мова            | Кількість | Відсоток |
| --------------- | --------- | -------- |
| українська      | 698       | 94.97%   |
| російська       | 19        | 2.58%    |
| румунська       | 10        | 1.36%    |
| білоруська      | 2         | 0.27%    |
| вірменська      | 1         | 0.14%    |
| інші/не вказали | 5         | 0.68%    |
| Усього          | 735       | 100%     |

## Освіта
Працюють такі заклади освіти
- Загальноосвітня школа І—ІІ ступенів
- філія Глобинської ДЮСШ

## Медицина
Амбулаторія загальної практики сімейної медицини

## Культура
Серед закладів культури є:
- Сільський будинок культури
- Бібліотека

## Пам'ятники
У центрі села Горби розташований пам'ятник односельцям, які загинули в роки Другої світової війни, споруджений у 1963 році.

## Відомі люди
- Василь Яцина — козак 4-ї гарматної бригади 4-ї Київської дивізії Армії УНР, Герой Другого Зимового походу.
- Леонід Глібов — український письменник, поет, байкар. В селі Горби пройшли дитинство та юність.[2]
- Георгій Майборода — український композитор. Навчався у Горбівський школі.[2]